# Julio Cruz (argentyński piłkarz)
Julio Ricardo Cruz (ur. 10 października 1974 w Santiago del Estero) – argentyński piłkarz grający na pozycji napastnika.

## Życiorys
Zawodową karierę zaczynał w CA Banfield, gdzie początkowo był ogrodnikiem; stąd wziął się jego przydomek El Jardinero. W 1996 przeszedł do Club Atlético River Plate (mistrzostwo kraju 1996 i 1997). W 1997 wyjechał do Europy i został zawodnikiem Feyenoordu – mistrzostwo Holandii w 1999. W następnym roku odszedł do włoskiej Bologni, zawodnikiem tego klubu był do 2003, kiedy to odszedł do Mediolanu. Z Interem triumfował w Pucharze Włoch w 2005 i 2006 oraz zdobywał scudetto (2006, 2007). Z końcem czerwca 2009 roku po wygaśnięciu kontraktu pożegnał się z drużyną Nerazzurrich. 31 lipca 2009 podpisał kontrakt z S.S. Lazio i 30 sierpnia strzelił oba gole w zwycięskim 2:1 meczu ligowym z Chievo Werona. Po sezonie 2009/2010 został wolnym zawodnikiem.
W reprezentacji debiutował 2 kwietnia 1997 w meczu z Boliwią. W kadrze rozegrał dotychczas ponad 20 spotkań. Zagrał na MŚ 2006.
Ze względu na pochodzenie przodków posiada również obywatelstwo hiszpańskie.